# Земская почта Бежецкого уезда
Зе́мская по́чта Бе́жецкого уе́зда — земская почта, организованная земской управой Бежецкого уезда Тверской губернии. Существовала с 1872 года по 1897 год. В уезде выпускались собственные земские марки.

## История почты
Бежецкая уездная земская почта была открыта 1 июля 1872 года. Пересылка почтовых отправлений осуществлялась из уездного центра (города Бежецка) в 27 населённых пунктов уезда один раз в неделю.
Для оплаты доставки частных почтовых отправлений были введены земские почтовые марки номиналом 3 копейки.
В 1897 году земская почта Бежецкого уезда была закрыта.

## Выпуски марок

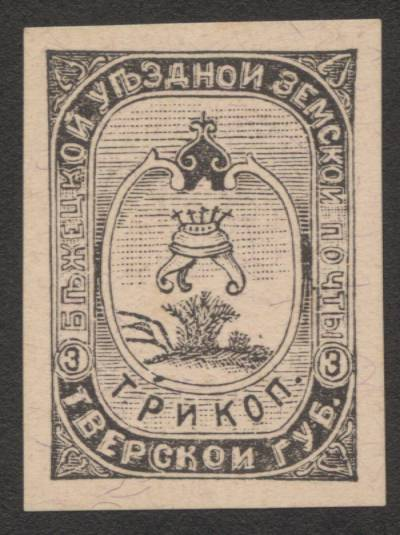
Земская марка Бежецкого уезда, 1894

Используемые для оплаты частных почтовых отправлений марки имели номинал 3 копейки и печатались в местных типографиях. При составлении рисунка марок использовались знаки типографского набора.
На марках 1894 года выпуска изображены гербы Тверской губернии и Бежецкого уезда.

## Гашение марок
Гашение марок осуществлялось чернилами (перечёркиванием) и штемпелями круглой и овальной формы.